# Finn Elliot
Finn Elliot (* 16. Juni 2002 in Hongkong) ist ein britischer Schauspieler.

## Leben
Elliot wurde am 16. Juni 2002 in Hongkong als Sohn von Giles und Mini Elliot geboren. Er hat einen Bruder. Im Alter von einem Jahr zog die Familie nach Kuala Lumpur, Hauptstadt Malaysias. Den Großteil seiner frühen Kindheit verbrachte er in Singapur. Als er neun Jahre alt war, kehrte die Familie nach England zurück. Er ist Absolvent der Oakwood School in Chichester und der Portsmouth Grammar School in Portsmouth. Er gehörte dem Ensemble des Chichester Festival Youth Theatre und des Chichester Festival Theatre an.
Er debütierte 2015 in der Miniserie The Outcast in der Rolle des Lewis Aldridge. Von 2017 bis 2019 stellte er die anspruchsvolle historische Rolle des jungen Philip, Duke of Edinburgh dar. 2018 gab Elliot als James Crowhurst sein Filmdebüt in Vor uns das Meer. Von 2020 bis 2022 verkörpert er die Rolle des Uhtred, Sohn des Hauptcharakters Uhtred von Bebbanburg, gespielt von Alexander Dreymon, im Netflix Original The Last Kingdom, in insgesamt 16 Episoden.

## Filmografie (Auswahl)
- 2015: The Outcast (Miniserie, 2 Episoden)
- 2017–2019: The Crown (Fernsehserie, 3 Episoden)
- 2018: Vor uns das Meer (The Mercy)
- 2020–2022: The Last Kingdom (Fernsehserie, 16 Episoden)